# Liste des chapelles de l'Hérault
La liste des chapelles de l'Hérault présente les chapelles situées sur le territoire des communes du département français de l'Hérault. Il est fait état des diverses protections dont elles peuvent bénéficier, et notamment les inscriptions et classements au titre des monuments historiques.
Toutes sont situées dans le diocèse de Montpellier.

## Liste
| Chapelle | Commune                    | Adresse                                                 | Coordonnées                          | Notice         | Protection | Date        | Illustration |
| --- | -------------------------- | ------------------------------------------------------- | ------------------------------------ | -------------- | --- | ----------- | --- |
| Chapelle Saint-Pierre-et-Saint-Paul d'Abeilhan                                                                    | Abeilhan                   |                                                         | 43° 27′ 34″ nord, 3° 17′ 19″ est     |                | |             | Chapelle Saint-Pierre-et-Saint-Paul d'Abeilhan                                                                    |
| Chapelle Notre-Dame de la Roque d'Adissan                                                                         | Adissan                    |                                                         | 43° 32′ 40″ nord, 3° 26′ 05″ est     |                | |             | Image manquante Téléverser                                                                                        |
| Chapelle Notre-Dame-de-la-Genouillade                                                                             | Agde                       |                                                         | 43° 17′ 32″ nord, 3° 27′ 23″ est     |                | |             | Chapelle Notre-Dame-de-la-Genouillade                                                                             |
| Chapelle de la Charité du pensionnat Notre-Dame d'Agde                                                            | Agde                       |                                                         | à géolocaliser                       |                | |             | Image manquante Téléverser                                                                                        |
| Ancienne chapelle du couvent des Sœurs de Sainte-Marie d'Agde                                                     | Agde                       |                                                         | 43° 18′ 53″ nord, 3° 28′ 14″ est     |                | |             | Image manquante Téléverser                                                                                        |
| Chapelle du Sacré-Cœur d'Agde                                                                                     | Agde                       |                                                         | 43° 18′ 23″ nord, 3° 30′ 06″ est     |                | |             | Image manquante Téléverser                                                                                        |
| Ancienne chapelle du pensionnat des Dames de la Nativité d'Agde                                                   | Agde                       |                                                         | 43° 18′ 42″ nord, 3° 28′ 24″ est     |                | |             | Image manquante Téléverser                                                                                        |
| Chapelle du centre hospitalier d'Agde                                                                             | Agde                       |                                                         | 43° 18′ 34″ nord, 3° 28′ 18″ est     |                | |             | Image manquante Téléverser                                                                                        |
| Chapelle Saint-Symphorien d'Agel                                                                                  | Agel                       |                                                         | 43° 19′ 55″ nord, 2° 50′ 36″ est     |                | |             | Image manquante Téléverser                                                                                        |
| Chapelle Notre-Dame-entre-deux-Eaux d'Aigues-Vives                                                                | Aigues-Vives               |                                                         | 43° 21′ 11″ nord, 2° 49′ 42″ est     |                | |             | Image manquante Téléverser                                                                                        |
| Chapelle des Pénitents d'Aniane                                                                                   | Aniane                     |                                                         | 43° 41′ 04″ nord, 3° 35′ 09″ est     | « PA00103353 » | Inscrit MH | 2010        | Chapelle des Pénitents d'Aniane                                                                                   |
| Chapelle du cimetière d'Aniane                                                                                    | Aniane                     |                                                         | 43° 41′ 18″ nord, 3° 35′ 03″ est     |                | |             | Image manquante Téléverser                                                                                        |
| Chapelle Notre-Dame-de-Délivrance dite Notre-Dame-des-Regagnas d'Aniane                                           | Aniane                     |                                                         | 43° 41′ 00″ nord, 3° 35′ 10″ est     | « IA34000025 » | |             | Image manquante Téléverser                                                                                        |
| Vestiges de la chapelle Notre-Dame de Valcrose d'Aniane                                                           | Aniane                     |                                                         | 43° 39′ 38″ nord, 3° 37′ 22″ est     |                | |             | Image manquante Téléverser                                                                                        |
| Vestiges de la chapelle inachevée de Saint-Laurent d'Aniane                                                       | Aniane                     |                                                         | à géolocaliser                       |                | |             | Image manquante Téléverser                                                                                        |
| Vestiges de la chapelle d'Argelliers                                                                              | Argelliers                 |                                                         | 43° 41′ 50″ nord, 3° 43′ 15″ est     | « PA00103357 » | Classé MH | 1978        | Image manquante Téléverser                                                                                        |
| Chapelle des pénitents blancs d'Aspiran                                                                           | Aspiran                    |                                                         | 43° 41′ 50″ nord, 3° 43′ 15″ est     |                | |             | Chapelle des pénitents blancs d'Aspiran                                                                           |
| Chapelle Saint-Martin-du-Cardonnet                                                                                | Aumelas                    |                                                         | 43° 34′ 38″ nord, 3° 38′ 35″ est     | « PA00103362 » | Classé MH | 1989        | Chapelle Saint-Martin-du-Cardonnet                                                                                |
| Chapelle Saint-Sauveur d'Aumelas                                                                                  | Aumelas                    |                                                         | 43° 35′ 53″ nord, 3° 36′ 34″ est     |                | |             | Chapelle Saint-Sauveur d'Aumelas                                                                                  |
| Chapelle castrale Saint-Aubin d'Aumes                                                                             | Aumes                      | devenu aujourd'hui un musée                             | 43° 27′ 58″ nord, 3° 27′ 47″ est     |                | |             | Chapelle castrale Saint-Aubin d'Aumes                                                                             |
| Chapelle de Cauduro                                                                                               | Babeau-Bouldoux            |                                                         | 43° 26′ 57″ nord, 2° 52′ 16″ est     |                | |             | Image manquante Téléverser                                                                                        |
| Chapelle Sainte-Thérèse des Usines                                                                                | Babeau-Bouldoux            |                                                         | à géolocaliser                       |                | |             | Image manquante Téléverser                                                                                        |
| Chapelle Notre-Dame-de-la-Pitié de Beaulieu                                                                       | Beaulieu                   |                                                         | 43° 43′ 47″ nord, 4° 01′ 44″ est     | « PA00103369 » | Classé MH | 1979        | Chapelle Notre-Dame-de-la-Pitié de Beaulieu                                                                       |
| Chapelle Saint-Laurent de Touroulle                                                                               | Beaulieu                   |                                                         | 43° 20′ 35″ nord, 3° 25′ 29″ est     |                | |             | Image manquante Téléverser                                                                                        |
| Chapelle Saint-Raphaël de la Bastide                                                                              | Bédarieux                  |                                                         | 43° 35′ 29″ nord, 3° 08′ 11″ est     | « PA00103370 » | Classé MH | 1989        | Chapelle Saint-Raphaël de la Bastide                                                                              |
| Chapelle Saint-Étienne d'Issensac                                                                                 | Brissac                    |                                                         | 43° 50′ 36″ nord, 3° 42′ 03″ est     | « PA00103397 » | Classé MH | 1945        | Chapelle Saint-Étienne d'Issensac                                                                                 |
| Chapelle de la Vernède                                                                                            | Brissac                    |                                                         | 43° 51′ 06″ nord, 3° 42′ 34″ est     |                | |             | Image manquante Téléverser                                                                                        |
| Chapelle Notre-Dame-de-Badones                                                                                    | Béziers                    |                                                         | 43° 21′ 23″ nord, 3° 15′ 41″ est     |                | |             | Chapelle Notre-Dame-de-Badones                                                                                    |
| Chapelle des Pénitents bleus de Béziers                                                                           | Béziers                    |                                                         | 43° 20′ 36″ nord, 3° 12′ 56″ est     | « PA00103375 » | Inscrit MH Chapelle (à l'exception de la partie classée) ; Classé MH Peintures murales du chevet                                                     | 1973 ; 1982 | Chapelle des Pénitents bleus de Béziers                                                                           |
| Chapelle de Béziers                                                                                               | Béziers                    |                                                         | à géolocaliser                       |                | |             | Image manquante Téléverser                                                                                        |
| Chapelle du Bon-Pasteur de Béziers                                                                                | Béziers                    |                                                         | 43° 20′ 52″ nord, 3° 12′ 57″ est     |                | |             | Chapelle du Bon-Pasteur de Béziers                                                                                |
| Chapelle du Ranch de Béziers                                                                                      | Béziers                    |                                                         | 43° 21′ 02″ nord, 3° 12′ 38″ est     |                | |             | Chapelle du Ranch de Béziers                                                                                      |
| Chapelle Sainte-Rita de Béziers                                                                                   | Béziers                    |                                                         | 43° 20′ 24,4″ nord, 3° 12′ 55,3″ est |                | |             | Image manquante Téléverser                                                                                        |
| Chapelle Saint-Marcel de Saint-Marcel (Hérault)                                                                   | Béziers                    |                                                         | à géolocaliser                       |                | |             | Image manquante Téléverser                                                                                        |
| Ancienne chapelle Saint-Jean d'Aureilhan, dite Saint-Jean-des-Anneaux de Béziers                                  | Béziers                    |                                                         | 43° 20′ 25″ nord, 3° 15′ 30″ est     |                | |             | Image manquante Téléverser                                                                                        |
| Chapelle Notre-Dame-de-Consolation de Béziers                                                                     | Béziers                    |                                                         | 43° 18′ 25″ nord, 3° 13′ 43″ est     |                | |             | Image manquante Téléverser                                                                                        |
| Chapelle de Cassagnoles                                                                                           | Cassagnoles                |                                                         | 43° 23′ 07″ nord, 2° 37′ 11″ est     |                | |             | Image manquante Téléverser                                                                                        |
| Chapelle Saint-Eutrope de Castanet-le-Haut                                                                        | Castanet-le-Haut           |                                                         | 43° 39′ 41″ nord, 2° 59′ 21″ est     |                | |             | Chapelle Saint-Eutrope de Castanet-le-Haut                                                                        |
| Chapelle Saint-Antoine d'Ermitage                                                                                 | Castelnau-de-Guers         |                                                         | 43° 26′ 51″ nord, 3° 26′ 45″ est     |                | |             | Chapelle Saint-Antoine d'Ermitage                                                                                 |
| Chapelle Saint-Nicolas de Castelnau-de-Guers                                                                      | Castelnau-de-Guers         |                                                         | 43° 26′ 03″ nord, 3° 28′ 14″ est     |                | |             | Image manquante Téléverser                                                                                        |
| Chapelle de la Capelette de Castries                                                                              | Castries                   |                                                         | 43° 41′ 35″ nord, 3° 58′ 51″ est     |                | |             | Image manquante Téléverser                                                                                        |
| Chapelle de l'ermitage Saint-Léonard de Castries                                                                  | Castries                   |                                                         | 43° 41′ 20″ nord, 4° 00′ 51″ est     |                | |             | Image manquante Téléverser                                                                                        |
| Chapelle du prieuré Saint-Sever de Veyran                                                                         | Causses-et-Veyran          |                                                         | 43° 27′ 30″ nord, 3° 06′ 09″ est     |                | |             | Image manquante Téléverser                                                                                        |
| Chapelle des Pénitents blancs de Caux                                                                             | Caux                       |                                                         | 43° 30′ 25″ nord, 3° 22′ 06″ est     |                | |             | Image manquante Téléverser                                                                                        |
| Chapelle Notre-Dame-des-Pitiés du monastère de l'Assomption-de-la-Vierge-et-Saint-Bruno de Notre-Dame-de-Mougères | Caux                       |                                                         | 43° 29′ 58″ nord, 3° 20′ 15″ est     |                | |             | Chapelle Notre-Dame-des-Pitiés du monastère de l'Assomption-de-la-Vierge-et-Saint-Bruno de Notre-Dame-de-Mougères |
| Chapelle Saint-Joseph de Pic Saint-Loup                                                                           | Cazevieille                |                                                         | 43° 46′ 44″ nord, 3° 48′ 42″ est     |                | |             | Chapelle Saint-Joseph de Pic Saint-Loup                                                                           |
| Chapelle Notre-Dame d'Ayde de Cazouls-lès-Béziers                                                                 | Cazouls-lès-Béziers        |                                                         | 43° 23′ 28″ nord, 3° 04′ 54″ est     |                | |             | Image manquante Téléverser                                                                                        |
| Chapelle Saint-Vincent de Sévignac-le-Bas                                                                         | Cazouls-lès-Béziers        |                                                         | 43° 24′ 57″ nord, 3° 07′ 26″ est     |                | |             | Image manquante Téléverser                                                                                        |
| Chapelle Notre-Dame des Clans des Vailhès                                                                         | Celles                     |                                                         | 43° 39′ 51″ nord, 3° 22′ 24″ est     |                | |             | Chapelle Notre-Dame des Clans des Vailhès                                                                         |
| Chapelle Sainte-Anne de Cessenon-sur-Orb                                                                          | Cessenon-sur-Orb           |                                                         | 43° 26′ 39″ nord, 3° 03′ 57″ est     |                | |             | Chapelle Sainte-Anne de Cessenon-sur-Orb                                                                          |
| Chapelle Saint-Joseph de Fourque Esquine                                                                          | Cessenon-sur-Orb           |                                                         | 43° 26′ 53″ nord, 3° 02′ 08″ est     |                | |             | Image manquante Téléverser                                                                                        |
| Chapelle Saint-Roch de Cessenon-sur-Orb                                                                           | Cessenon-sur-Orb           |                                                         | 43° 26′ 59″ nord, 3° 02′ 43″ est     |                | |             | Image manquante Téléverser                                                                                        |
| Chapelle Saint-Germain de Cesseras                                                                                | Cesseras                   |                                                         | 43° 19′ 29″ nord, 2° 41′ 39″ est     | « PA00103428 » | Classé MH | 1947        | Chapelle Saint-Germain de Cesseras                                                                                |
| Chapelle de Saint-Salvy (Hérault)                                                                                 | Cesseras                   |                                                         | 43° 19′ 21″ nord, 2° 43′ 18″ est     | « PA00103429 » | Classé MH | 1971        | Image manquante Téléverser                                                                                        |
| Chapelle Notre-Dame d'Hortus                                                                                      | Ceyras                     |                                                         | 43° 38′ 35″ nord, 3° 28′ 08″ est     | « PA00103433 » | Inscrit MH | 1939        | Chapelle Notre-Dame d'Hortus                                                                                      |
| Chapelle Saint-Pierre-de-Léneyrac                                                                                 | Ceyras                     |                                                         | 43° 39′ 19″ nord, 3° 26′ 36″ est     | « PA34000019 » | Inscrit MH | 1999        | Image manquante Téléverser                                                                                        |
| Chapelle Notre-Dame du Peyrou                                                                                     | Clermont-l'Hérault         |                                                         | 43° 37′ 10″ nord, 3° 24′ 39″ est     | « PA00103436 » | Classé MH | 1990        | Chapelle Notre-Dame du Peyrou                                                                                     |
| Chapelle des Pénitents de Clermont-l'Hérault                                                                      | Clermont-l'Hérault         |                                                         | 43° 37′ 34″ nord, 3° 25′ 53″ est     | « PA00103437 » | Inscrit MH | 1939        | Chapelle des Pénitents de Clermont-l'Hérault                                                                      |
| Chapelle du couvent des Récollets de Clermont-l'Hérault                                                           | Clermont-l'Hérault         |                                                         | 43° 37′ 44″ nord, 3° 26′ 14″ est     | « PA34000064 » | Inscrit MH | 2007        | Chapelle du couvent des Récollets de Clermont-l'Hérault                                                           |
| Chapelle Notre-Dame de Gorjan de Clermont-l'Hérault                                                               | Clermont-l'Hérault         |                                                         | 43° 37′ 44″ nord, 3° 25′ 47″ est     |                | |             | Image manquante Téléverser                                                                                        |
| Chapelle Notre-Dame-de-Consolation de Clermont-l'Hérault                                                          | Clermont-l'Hérault         |                                                         | 43° 37′ 40″ nord, 3° 26′ 19″ est     |                | |             | Image manquante Téléverser                                                                                        |
| Chapelle Sainte-Colombe du Martinet                                                                               | Colombières-sur-Orb        |                                                         | 43° 34′ 42″ nord, 3° 01′ 32″ est     |                | |             | Chapelle Sainte-Colombe du Martinet                                                                               |
| Chapelle Sainte-Marie de Corneilhan                                                                               | Corneilhan                 |                                                         | 43° 24′ 03″ nord, 3° 11′ 37″ est     |                | |             | Image manquante Téléverser                                                                                        |
| Chapelle des Pénitents blancs de Cournonterral                                                                    | Cournonterral              |                                                         | 43° 33′ 26″ nord, 3° 43′ 03″ est     |                | |             | Chapelle des Pénitents blancs de Cournonterral                                                                    |
| Chapelle Sainte-Foi de Cruzy                                                                                      | Cruzy                      |                                                         | 43° 21′ 35″ nord, 2° 54′ 39″ est     |                | |             | Image manquante Téléverser                                                                                        |
| Chapelle Saint-Jean du Moulin                                                                                     | Dio-et-Valquières          |                                                         | 43° 39′ 26″ nord, 3° 13′ 09″ est     |                | |             | Image manquante Téléverser                                                                                        |
| Chapelle Saint-Roch d'Espondeilhan                                                                                | Espondeilhan               |                                                         | 43° 26′ 24″ nord, 3° 15′ 46″ est     |                | |             | Image manquante Téléverser                                                                                        |
| Chapelle Notre-Dame-de-Fatima de Fabrègues                                                                        | Fabrègues                  |                                                         | 43° 33′ 02″ nord, 3° 46′ 29″ est     |                | |             | Image manquante Téléverser                                                                                        |
| Chapelle Saint-Bauzile de Fabrègues                                                                               | Fabrègues                  |                                                         | 43° 32′ 09″ nord, 3° 48′ 42″ est     |                | |             | Chapelle Saint-Bauzile de Fabrègues                                                                               |
| Chapelle de la Caumette                                                                                           | Faugères                   |                                                         | 43° 35′ 03″ nord, 3° 09′ 55″ est     |                | |             | Image manquante Téléverser                                                                                        |
| Chapelle Saint-Étienne-de-Frontignan de Faugères                                                                  | Faugères                   |                                                         | 43° 33′ 38″ nord, 3° 12′ 28″ est     |                | |             | Chapelle Saint-Étienne-de-Frontignan de Faugères                                                                  |
| Chapelle Notre-Dame-de-Bon-Secours dite chapelle de la Dourque de Ferrières-Poussarou                             | Ferrières-Poussarou        |                                                         | 43° 29′ 18″ nord, 2° 54′ 22″ est     |                | |             | Image manquante Téléverser                                                                                        |
| Chapelle des Pénitents de Frontignan                                                                              | Frontignan                 |                                                         | 43° 26′ 50″ nord, 3° 45′ 18″ est     | « PA00103454 » | Inscrit MH | 1939        | Chapelle des Pénitents de Frontignan                                                                              |
| Chapelle Saint-Jacques de Frontignan                                                                              | Frontignan                 |                                                         | 43° 26′ 51″ nord, 3° 45′ 09″ est     |                | |             | Chapelle Saint-Jacques de Frontignan                                                                              |
| Chapelle du couvent des Dominicains de Ganges                                                                     | Ganges                     |                                                         | 43° 56′ 17″ nord, 3° 42′ 53″ est     |                | |             | Image manquante Téléverser                                                                                        |
| Chapelle des Pénitents blancs de Gigean                                                                           | Gigean                     |                                                         | 43° 30′ 05″ nord, 3° 42′ 42″ est     |                | |             | Chapelle des Pénitents blancs de Gigean                                                                           |
| Chapelle du chemin de croix de Notre-Dame-de-Grâce de Gignac                                                      | Gignac                     |                                                         | 43° 38′ 47″ nord, 3° 33′ 04″ est     |                | |             | Image manquante Téléverser                                                                                        |
| Chapelle Saint-Louis-de-Gonzague de La Boissière                                                                  | La Boissière               |                                                         | 43° 39′ 47″ nord, 3° 38′ 41″ est     |                | |             | Image manquante Téléverser                                                                                        |
| Chapelle de la Petite Motte de La Grande-Motte                                                                    | La Grande-Motte            |                                                         | 43° 34′ 10″ nord, 4° 04′ 34″ est     |                | |             | Chapelle de la Petite Motte de La Grande-Motte                                                                    |
| Chapelle du Sacré-Cœur-de-Jésus de Bonneval                                                                       | La Salvetat-sur-Agout      |                                                         | 43° 38′ 32″ nord, 2° 39′ 01″ est     |                | |             | Image manquante Téléverser                                                                                        |
| Chapelle Saint-Étienne-de-Cavall de La Salvetat-sur-Agout                                                         | La Salvetat-sur-Agout      |                                                         | 43° 36′ 35″ nord, 2° 42′ 06″ est     | « PA00103718 » | Inscrit MH | 1976        | Chapelle Saint-Étienne-de-Cavall de La Salvetat-sur-Agout                                                         |
| Chapelle Saint-Pierre-de-Brousson de Boubals                                                                      | La Tour-sur-Orb            |                                                         | 43° 39′ 32″ nord, 3° 09′ 25″ est     |                | |             | Image manquante Téléverser                                                                                        |
| Chapelle du Belbezé de Lacoste                                                                                    | Lacoste                    |                                                         | 43° 38′ 31″ nord, 3° 26′ 15″ est     |                | |             | Chapelle du Belbezé de Lacoste                                                                                    |
| Chapelle Notre-Dame de Lagamas                                                                                    | Lagamas                    |                                                         | 43° 40′ 25″ nord, 3° 31′ 23″ est     |                | |             | Image manquante Téléverser                                                                                        |
| Chapelle Sainte-Anne de Lamalou-les-Bains                                                                         | Lamalou-les-Bains          |                                                         | 43° 35′ 59″ nord, 3° 05′ 37″ est     |                | |             | Chapelle Sainte-Anne de Lamalou-les-Bains                                                                         |
| Chapelle Saint-Jean de Laroque                                                                                    | Laroque                    |                                                         | 43° 55′ 21″ nord, 3° 43′ 26″ est     | « PA00103469 » | Inscrit MH | 1979        | Chapelle Saint-Jean de Laroque                                                                                    |
| Chapelle Notre-Dame-de-la-Médaille-Miraculeuse de Boirargues                                                      | Lattes                     |                                                         | 43° 35′ 15″ nord, 3° 55′ 30″ est     |                | |             | Image manquante Téléverser                                                                                        |
| Chapelle du Bosc                                                                                                  | Le Bosc                    |                                                         | 43° 42′ 39″ nord, 3° 23′ 03″ est     |                | |             | Image manquante Téléverser                                                                                        |
| Chapelle castrale Notre-Dame de Roc-Castel                                                                        | Le Caylar                  |                                                         | 43° 51′ 54″ nord, 3° 19′ 08″ est     | « IA00029055 » | |             | Chapelle castrale Notre-Dame de Roc-Castel                                                                        |
| Chapelle Saint-Agricol des Hémies                                                                                 | Le Puech                   |                                                         | 43° 41′ 34″ nord, 3° 19′ 52″ est     |                | |             | Image manquante Téléverser                                                                                        |
| Chapelle Saint-Michel de Morcairol                                                                                | Les Aires                  |                                                         | 43° 34′ 45″ nord, 3° 05′ 36″ est     | « PA00103352 » | Inscrit MH Les façades et couvertures de la chapelle; Inscrit MH Les vestiges de l'ensemble castral, y compris la chapelle Saint-Michel, en totalité | 1963 ; 2014 | Chapelle Saint-Michel de Morcairol                                                                                |
| Chapelle de Notre-Dame des Champs                                                                                 | Les Matelles               |                                                         | 43° 44′ 13″ nord, 3° 49′ 19″ est     |                | |             | Image manquante Téléverser                                                                                        |
| Chapelle du couvent de Notre-Dame des Champs                                                                      | Les Matelles               |                                                         | 43° 44′ 08″ nord, 3° 49′ 23″ est     |                | |             | Chapelle du couvent de Notre-Dame des Champs                                                                      |
| Chapelle Saint-Sauveur des Plans                                                                                  | Les Plans                  |                                                         | 43° 45′ 23″ nord, 3° 15′ 57″ est     |                | |             | Image manquante Téléverser                                                                                        |
| Chapelle des Pénitents blancs de Lodève                                                                           | Lodève                     |                                                         | 43° 43′ 48″ nord, 3° 19′ 16″ est     |                | |             | Image manquante Téléverser                                                                                        |
| Chapelle Notre-Dame-de-la-Salette de Saint-Martin                                                                 | Lodève                     |                                                         | 43° 43′ 59″ nord, 3° 17′ 42″ est     |                | |             | Image manquante Téléverser                                                                                        |
| Chapelle Saint-Hippolyte de Loupian                                                                               | Loupian                    |                                                         | 43° 26′ 57″ nord, 3° 36′ 52″ est     | « PA00103492 » | Classé MH | 1923        | Chapelle Saint-Hippolyte de Loupian                                                                               |
| Chapelle des Pénitents de Loupian                                                                                 | Loupian                    |                                                         | à géolocaliser                       |                | |             | Image manquante Téléverser                                                                                        |
| Chapelle Saint-Georges de Lunas                                                                                   | Lunas                      |                                                         | 43° 42′ 21″ nord, 3° 11′ 54″ est     | « PA00103495 » | Classé MH | 1997        | Chapelle Saint-Georges de Lunas                                                                                   |
| Chapelle Notre-Dame-de-Nize                                                                                       | Lunas                      |                                                         | 43° 42′ 37″ nord, 3° 13′ 29″ est     | « PA34000028 » | Inscrit MH | 2001        | Chapelle Notre-Dame-de-Nize                                                                                       |
| Chapelle funéraire dite chapelle de Benoît de Lunas                                                               | Lunas                      |                                                         | 43° 42′ 41″ nord, 3° 11′ 46″ est     |                | |             | Image manquante Téléverser                                                                                        |
| Chapelle Saint-Amans de Lunas                                                                                     | Lunas                      |                                                         | 43° 41′ 20″ nord, 3° 14′ 51″ est     |                | |             | Chapelle Saint-Amans de Lunas                                                                                     |
| Chapelle des Pénitents de Lunel                                                                                   | Lunel                      |                                                         | 43° 40′ 26″ nord, 4° 08′ 09″ est     |                | |             | Image manquante Téléverser                                                                                        |
| Chapelle Sainte-Croix de Sainte-Croix (Hérault)                                                                   | Magalas                    |                                                         | 43° 29′ 33″ nord, 3° 13′ 02″ est     |                | |             | Image manquante Téléverser                                                                                        |
| Chapelle Notre-Dame-de-la-Providence de Maraussan                                                                 | Maraussan                  |                                                         | 43° 22′ 10″ nord, 3° 08′ 05″ est     |                | |             | Image manquante Téléverser                                                                                        |
| Chapelle de Marseillan Plage                                                                                      | Marseillan                 |                                                         | 43° 19′ 03″ nord, 3° 33′ 08″ est     |                | |             | Image manquante Téléverser                                                                                        |
| Chapelle Notre-Dame-de-Bon-Secours de Maureilhan                                                                  | Maureilhan                 |                                                         | 43° 20′ 36″ nord, 3° 06′ 42″ est     |                | |             | Image manquante Téléverser                                                                                        |
| Chapelle Saint-Roch de Mons                                                                                       | Mons                       |                                                         | 43° 20′ 36″ nord, 3° 06′ 42″ est     | « PA00103510 » | Inscrit MH | 1981        | Chapelle Saint-Roch de Mons                                                                                       |
| Chapelle des Pénitents de Montagnac                                                                               | Montagnac                  |                                                         | 43° 28′ 52″ nord, 3° 28′ 54″ est     | « PA34000076 » | Inscrit MH | 2009        | Chapelle des Pénitents de Montagnac                                                                               |
| Chapelle Notre-Dame-de-la-Peyrière de Montagnac                                                                   | Montagnac                  |                                                         | 43° 28′ 31″ nord, 3° 28′ 39″ est     |                | |             | Chapelle Notre-Dame-de-la-Peyrière de Montagnac                                                                   |
| Chapelle Saint-Michel-Archange de Paders                                                                          | Montesquieu                |                                                         | 43° 34′ 05″ nord, 3° 16′ 35″ est     |                | |             | Image manquante Téléverser                                                                                        |
| Chapelle Notre-Dame de Baillarguet                                                                                | Montferrier-sur-Lez        |                                                         | 43° 40′ 40″ nord, 3° 52′ 11″ est     |                | |             | Image manquante Téléverser                                                                                        |
| Chapelle Sainte-Foy de Montpellier                                                                                | Montpellier                | 14 rue Jacques Coeur                                    | 43° 36′ 35″ nord, 3° 52′ 45″ est     | « PA00103523 » | Classé MH | 1995        | Chapelle Sainte-Foy de Montpellier                                                                                |
| Chapelle Saint-Charles de Montpellier                                                                             | Montpellier                | place Albert Ier (ancien hôpital général Saint-Charles) | 43° 36′ 57″ nord, 3° 52′ 27″ est     | « PA00103544 » | Classé MH | 1947        | Chapelle Saint-Charles de Montpellier                                                                             |
| Chapelle Saint-Jean de Montpellier                                                                                | Montpellier                |                                                         | 43° 37′ 34″ nord, 3° 53′ 05″ est     |                | |             | Chapelle Saint-Jean de Montpellier                                                                                |
| Chapelle des Augustins de Montpellier                                                                             | Montpellier                |                                                         | 43° 36′ 38″ nord, 3° 52′ 47″ est     | « IA34000292 » | |             | Chapelle des Augustins de Montpellier                                                                             |
| Chapelle du couvent des Carmes-Déchaux de Montpellier                                                             | Montpellier                | rue Moquin Tandon                                       | 43° 37′ 11″ nord, 3° 52′ 18″ est     |                | |             | Chapelle du couvent des Carmes-Déchaux de Montpellier                                                             |
| Chapelle Notre-Dame-de-Lourdes de Montpellier                                                                     | Montpellier                | rue de la Garenne, des jésuites                         | 43° 37′ 14″ nord, 3° 52′ 12″ est     |                | |             | Chapelle Notre-Dame-de-Lourdes de Montpellier                                                                     |
| Chapelle Sainte-Madeleine de Font-Carrade                                                                         | Montpellier                | rue du Jardin des Violettes                             | 43° 36′ 26″ nord, 3° 51′ 07″ est     |                | |             | Chapelle Sainte-Madeleine de Font-Carrade                                                                         |
| Chapelle des Petites Sœurs des Pauvres de Montpellier                                                             | Montpellier                | rue Lakanal                                             | 43° 37′ 00″ nord, 3° 52′ 38″ est     |                | |             | Chapelle des Petites Sœurs des Pauvres de Montpellier                                                             |
| Chapelle Saint-Éloi de l'hôpital de Montpellier                                                                   | Montpellier                | avenue Émile Bertin Sans                                | 43° 37′ 45″ nord, 3° 51′ 59″ est     |                | |             | Chapelle Saint-Éloi de l'hôpital de Montpellier                                                                   |
| Chapelle royale des Pénitents bleus de Montpellier                                                                | Montpellier                | rue des Étuves                                          | 43° 36′ 26″ nord, 3° 52′ 39″ est     | « IA34000378 » | |             | Chapelle royale des Pénitents bleus de Montpellier                                                                |
| Chapelle de la communauté des Jésuites de Montpellier                                                             | Montpellier                |                                                         | 43° 37′ 14″ nord, 3° 52′ 11″ est     |                | |             | Image manquante Téléverser                                                                                        |
| Chapelle de l'Adoration de Montpellier                                                                            | Montpellier                |                                                         | à géolocaliser                       |                | |             | Image manquante Téléverser                                                                                        |
| Chapelle de l'institution de Notre-Dame-de-la-Merci de Montpellier                                                | Montpellier                | cours Gambetta                                          | 43° 36′ 32″ nord, 3° 52′ 06″ est     |                | |             | Image manquante Téléverser                                                                                        |
| Chapelle du cimetière protestant de Montpellier                                                                   | Montpellier                |                                                         | 43° 36′ 11″ nord, 3° 53′ 05″ est     |                | |             | Image manquante Téléverser                                                                                        |
| Chapelle Notre-Dame-de-l'Assomption de Montpellier                                                                | Montpellier                | rue de la Portalière des Masques                        | à géolocaliser                       |                | |             | Image manquante Téléverser                                                                                        |
| Chapelle du lycée des Sœurs de Nevers de Montpellier                                                              | Montpellier                | rue de la Garenne                                       | à géolocaliser                       |                | |             | Image manquante Téléverser                                                                                        |
| Chapelle Saint-François des Récollets                                                                             | Montpellier                | rue Proudhon                                            | à géolocaliser                       | « PA34000084 » | Inscrit MH | 2011        | Image manquante Téléverser                                                                                        |
| Chapelle de l'ancien prieuré Saint-Pierre de Montaubérou                                                          | Montpellier                |                                                         | à géolocaliser                       | « PA00103534 » | Classé MH | 1996        | Image manquante Téléverser                                                                                        |
| Chapelle des Cordeliers de Montpellier                                                                            | Montpellier                | Devenu une salle de concert appeler Rockstore           | à géolocaliser                       | « PA00103532 » | Inscrit MH | 2007        | Image manquante Téléverser                                                                                        |
| Chapelle du groupe scolaire Françoise Combes de Montpellier                                                       | Montpellier                | rue du 81ème régiment d'infanterie                      | à géolocaliser                       |                | |             | Image manquante Téléverser                                                                                        |
| Chapelle de la Miséricorde de Montpellier                                                                         | Montpellier                | rue de la Monnaie                                       | à géolocaliser                       |                | |             | Image manquante Téléverser                                                                                        |
| Chapelle des ursulines de Montpellier                                                                             | Montpellier                | rue de l'Université                                     | à géolocaliser                       |                | |             | Image manquante Téléverser                                                                                        |
| Chapelle résidence des Jardins de la Renaissance de Montpellier                                                   | Montpellier                | avenue de la Justice de Castelnau                       | à géolocaliser                       |                | |             | Image manquante Téléverser                                                                                        |
| Chapelle du collège de Montpellier                                                                                | Montpellier                | avenue de la Justice de Castelnau                       | à géolocaliser                       |                | |             | Image manquante Téléverser                                                                                        |
| Chapelle du Sacré-Cœur de la Meillade                                                                             | Montpeyroux                |                                                         | 43° 42′ 04″ nord, 3° 29′ 53″ est     |                | |             | Image manquante Téléverser                                                                                        |
| Chapelle Saint-Étienne de l'Herms de Saint-Étienne-les-Bains                                                      | Montpeyroux                |                                                         | 43° 40′ 49″ nord, 3° 30′ 24″ est     |                | |             | Chapelle Saint-Étienne de l'Herms de Saint-Étienne-les-Bains                                                      |
| Chapelle du château de Coujan                                                                                     | Murviel-lès-Béziers        |                                                         | 43° 28′ 45″ nord, 3° 08′ 34″ est     |                | |             | Image manquante Téléverser                                                                                        |
| Chapelle Saint-Pierre de Mus                                                                                      | Murviel-lès-Béziers        |                                                         | 43° 25′ 49″ nord, 3° 07′ 13″ est     |                | |             | Image manquante Téléverser                                                                                        |
| Chapelle des Pénitents de Mèze                                                                                    | Mèze                       |                                                         | 43° 25′ 25″ nord, 3° 36′ 33″ est     |                | |             | Chapelle des Pénitents de Mèze                                                                                    |
| Chapelle Saint-Martin de Caux de Mèze                                                                             | Mèze                       |                                                         | 43° 25′ 08″ nord, 3° 33′ 14″ est     |                | |             | Chapelle Saint-Martin de Caux de Mèze                                                                             |
| Chapelle Saint-Fulcran du Moulinas                                                                                | Mérifons                   |                                                         | 43° 38′ 35″ nord, 3° 17′ 17″ est     |                | |             | Image manquante Téléverser                                                                                        |
| Chapelle Saint-Christol de Nissan-lez-Enserune                                                                    | Nissan-lez-Enserune        |                                                         | 43° 16′ 34″ nord, 3° 08′ 38″ est     |                | |             | Chapelle Saint-Christol de Nissan-lez-Enserune                                                                    |
| Chapelle Notre-Dame-de-la-Miséricorde de Nissan-lez-Enserune                                                      | Nissan-lez-Enserune        |                                                         | 43° 17′ 57″ nord, 3° 08′ 21″ est     | « PA00103615 » | Inscrit MH | 1981        | Image manquante Téléverser                                                                                        |
| Chapelle Notre-Dame de Roubignac                                                                                  | Octon                      |                                                         | 43° 40′ 16″ nord, 3° 16′ 46″ est     | « PA00103623 » | Classé MH | 1954        | Chapelle Notre-Dame de Roubignac                                                                                  |
| Chapelle Saint-Roch d'Olargues                                                                                    | Olargues                   |                                                         | 43° 33′ 25″ nord, 2° 54′ 39″ est     |                | |             | Chapelle Saint-Roch d'Olargues                                                                                    |
| Chapelle Notre-Dame-de-Montligeon de Rieumègé                                                                     | Olargues                   |                                                         | 43° 32′ 55″ nord, 2° 53′ 14″ est     |                | |             | Image manquante Téléverser                                                                                        |
| Chapelle Saint-Étienne d'Olargues                                                                                 | Olargues                   |                                                         | à géolocaliser                       |                | |             | Image manquante Téléverser                                                                                        |
| Chapelle Saint-Martin-des-œufs d'Olargues                                                                         | Olargues                   |                                                         | 43° 33′ 54″ nord, 2° 54′ 04″ est     |                | |             | Chapelle Saint-Martin-des-œufs d'Olargues                                                                         |
| Chapelle Notre-Dame-des-Oliviers d'Oupia                                                                          | Oupia                      |                                                         | 43° 17′ 11″ nord, 2° 45′ 53″ est     |                | |             | Image manquante Téléverser                                                                                        |
| Chapelle de l'Immaculée-Conception de Montalauru                                                                  | Pailhès                    |                                                         | 43° 26′ 31″ nord, 3° 10′ 46″ est     |                | |             | Image manquante Téléverser                                                                                        |
| Chapelle Notre-Dame-de-la-Route de Palavas-les-Flots                                                              | Palavas-les-Flots          |                                                         | 43° 32′ 04″ nord, 3° 57′ 04″ est     |                | |             | Image manquante Téléverser                                                                                        |
| Chapelle de l'Ermitage-Saint-Jean de Vareilles                                                                    | Paulhan                    |                                                         | 43° 31′ 34″ nord, 3° 26′ 40″ est     |                | |             | Image manquante Téléverser                                                                                        |
| Chapelle Notre-Dame-des-Buis, des Pénitents blancs de Péret                                                       | Péret                      |                                                         | 43° 34′ 38″ nord, 3° 23′ 30″ est     |                | |             | Chapelle Notre-Dame-des-Buis, des Pénitents blancs de Péret                                                       |
| Chapelle des Pénitents de Pérols                                                                                  | Pérols                     |                                                         | 43° 33′ 51″ nord, 3° 57′ 10″ est     |                | |             | Image manquante Téléverser                                                                                        |
| Chapelle de l'ermitage Saint-Siméon de Saint-Siméon                                                               | Pézenas                    |                                                         | 43° 27′ 53″ nord, 3° 23′ 40″ est     |                | |             | Chapelle de l'ermitage Saint-Siméon de Saint-Siméon                                                               |
| Chapelle Sainte-Suzanne du Priou                                                                                  | Pierrerue                  |                                                         | 43° 27′ 32″ nord, 2° 56′ 39″ est     |                | |             | Image manquante Téléverser                                                                                        |
| Chapelle des Pénitents blancs de Poussan                                                                          | Poussan                    |                                                         | 43° 29′ 21″ nord, 3° 40′ 15″ est     |                | |             | Chapelle des Pénitents blancs de Poussan                                                                          |
| Chapelle Saint-Joseph du monastère Saint-Joseph de Mont-Rouge de Montrouge                                        | Puimisson                  |                                                         | 43° 26′ 44″ nord, 3° 12′ 22″ est     |                | |             | Chapelle Saint-Joseph du monastère Saint-Joseph de Mont-Rouge de Montrouge                                        |
| Chapelle Saint-Guiraud de Puissalicon                                                                             | Puissalicon                |                                                         | 43° 27′ 29″ nord, 3° 14′ 09″ est     |                | |             | Image manquante Téléverser                                                                                        |
| Chapelle Saint-Vincent de Puisserguier                                                                            | Puisserguier               |                                                         | 43° 21′ 44″ nord, 3° 01′ 28″ est     |                | |             | Image manquante Téléverser                                                                                        |
| Chapelle Saint-Christophe de Puisserguier                                                                         | Puisserguier               |                                                         | 43° 23′ 07″ nord, 3° 02′ 15″ est     |                | |             | Chapelle Saint-Christophe de Puisserguier                                                                         |
| Chapelle Saint-Jean de Quarante                                                                                   | Quarante                   |                                                         | 43° 20′ 47″ nord, 2° 57′ 41″ est     |                | |             | Chapelle Saint-Jean de Quarante                                                                                   |
| Chapelle Saint-Barthélemy de Saliès                                                                               | Quarante                   |                                                         | 43° 20′ 44″ nord, 2° 59′ 51″ est     |                | |             | Image manquante Téléverser                                                                                        |
| Chapelle du collège Saint-Benoît d'Ardouane                                                                       | Riols                      |                                                         | 43° 31′ 17″ nord, 2° 48′ 55″ est     |                | |             | Image manquante Téléverser                                                                                        |
| Chapelle d'Escagnès                                                                                               | Roquebrun                  |                                                         | 43° 30′ 47″ nord, 2° 57′ 13″ est     |                | |             | Image manquante Téléverser                                                                                        |
| Chapelle de Roquebrun                                                                                             | Roquebrun                  |                                                         | à géolocaliser                       |                | |             | Image manquante Téléverser                                                                                        |
| Chapelle Saint-Pontien de Baraussan du Plo de Ceps                                                                | Roquebrun                  |                                                         | 43° 30′ 32″ nord, 2° 59′ 12″ est     |                | |             | Chapelle Saint-Pontien de Baraussan du Plo de Ceps                                                                |
| Chapelle Notre-Dame de Roquessels                                                                                 | Roquessels                 |                                                         | 43° 33′ 09″ nord, 3° 13′ 23″ est     |                | |             | Chapelle Notre-Dame de Roquessels                                                                                 |
| Chapelle Notre-Dame-du-Rosaire de Douch                                                                           | Rosis                      |                                                         | 43° 36′ 39″ nord, 2° 58′ 26″ est     |                | |             | Chapelle Notre-Dame-du-Rosaire de Douch                                                                           |
| Chapelle Saint-Nazaire de Roujan                                                                                  | Roujan                     |                                                         | 43° 29′ 32″ nord, 3° 19′ 01″ est     | « PA00103683 » | Classé MH | 1981        | Chapelle Saint-Nazaire de Roujan                                                                                  |
| Chapelle du château de Cassan                                                                                     | Roujan                     |                                                         | 43° 30′ 30″ nord, 3° 17′ 09″ est     |                | |             | Image manquante Téléverser                                                                                        |
| Chapelle des Pénitents de Saint-André-de-Sangonis                                                                 | Saint-André-de-Sangonis    |                                                         | 43° 38′ 57″ nord, 3° 30′ 14″ est     |                | |             | Image manquante Téléverser                                                                                        |
| Chapelle Sainte-Brigitte de Sainte-Brigitte (Hérault)                                                             | Saint-André-de-Sangonis    |                                                         | 43° 39′ 50″ nord, 3° 29′ 55″ est     |                | |             | Image manquante Téléverser                                                                                        |
| Chapelle des Pénitents de Saint-Bauzille-de-la-Sylve                                                              | Saint-Bauzille-de-la-Sylve |                                                         | 43° 37′ 01″ nord, 3° 32′ 51″ est     |                | |             | Image manquante Téléverser                                                                                        |
| Notre-Dame du Dimanche                                                                                            | Saint-Bauzille-de-la-Sylve |                                                         | 43° 36′ 35″ nord, 3° 32′ 42″ est     |                | |             | Notre-Dame du Dimanche                                                                                            |
| Chapelle Saint-Antoine de Saint-Bauzille-de-la-Sylve                                                              | Saint-Bauzille-de-la-Sylve |                                                         | 43° 36′ 56″ nord, 3° 33′ 21″ est     |                | |             | Image manquante Téléverser                                                                                        |
| Chapelle Notre-Dame-de-Nazareth de Saint-Chinian                                                                  | Saint-Chinian              |                                                         | 43° 24′ 45″ nord, 2° 55′ 29″ est     |                | |             | Image manquante Téléverser                                                                                        |
| Chapelle du couvent des Franciscaines de Saint-Chinian                                                            | Saint-Chinian              |                                                         | 43° 25′ 18″ nord, 2° 56′ 58″ est     |                | |             | Image manquante Téléverser                                                                                        |
| Chapelle Notre-Dame-de-Trédos de Saint-Étienne-d'Albagnan                                                         | Saint-Étienne-d'Albagnan   |                                                         | 43° 30′ 27″ nord, 2° 51′ 02″ est     |                | |             | Chapelle Notre-Dame-de-Trédos de Saint-Étienne-d'Albagnan                                                         |
| Chapelle Saint-Michel d'Aubaigues                                                                                 | Saint-Étienne-de-Gourgas   |                                                         | 43° 45′ 49″ nord, 3° 22′ 57″ est     |                | |             | Image manquante Téléverser                                                                                        |
| Chapelle Saint-Fulcran de Saint-Geniès-de-Fontedit                                                                | Saint-Geniès-de-Fontedit   |                                                         | 43° 27′ 53″ nord, 3° 10′ 01″ est     |                | |             | Image manquante Téléverser                                                                                        |
| Chapelle des Pénitents blancs de Saint-Gervais-sur-Mare                                                           | Saint-Gervais-sur-Mare     |                                                         | 43° 39′ 05″ nord, 3° 02′ 23″ est     |                | |             | Chapelle des Pénitents blancs de Saint-Gervais-sur-Mare                                                           |
| Chapelle Notre-Dame-de-Lorette de Saint-Gervais-sur-Mare                                                          | Saint-Gervais-sur-Mare     |                                                         | 43° 39′ 27″ nord, 3° 02′ 20″ est     |                | |             | Chapelle Notre-Dame-de-Lorette de Saint-Gervais-sur-Mare                                                          |
| Chapelle primitive Saint-Maurice de Rongas                                                                        | Saint-Gervais-sur-Mare     |                                                         | 43° 39′ 47″ nord, 3° 03′ 03″ est     |                | |             | Chapelle primitive Saint-Maurice de Rongas                                                                        |
| Chapelle Saint-Barthélemy de Saint-Gervais-sur-Mare                                                               | Saint-Gervais-sur-Mare     |                                                         | 43° 38′ 57″ nord, 3° 02′ 18″ est     |                | |             | Chapelle Saint-Barthélemy de Saint-Gervais-sur-Mare                                                               |
| Chapelle des Pénitents de Saint-Guilhem-le-Désert                                                                 | Saint-Guilhem-le-Désert    |                                                         | 43° 44′ 02″ nord, 3° 33′ 00″ est     | « IA34000083 » | |             | Chapelle des Pénitents de Saint-Guilhem-le-Désert                                                                 |
| Chapelle Notre-Dame-de-Belle-Grâce de Saint-Guilhem-le-Désert                                                     | Saint-Guilhem-le-Désert    |                                                         | 43° 45′ 14″ nord, 3° 32′ 33″ est     |                | |             | Chapelle Notre-Dame-de-Belle-Grâce de Saint-Guilhem-le-Désert                                                     |
| Chapelle Notre-Dame-la-Noire de Saint-Guiraud                                                                     | Saint-Guiraud              |                                                         | 43° 40′ 35″ nord, 3° 27′ 16″ est     |                | |             | Image manquante Téléverser                                                                                        |
| Chapelle Saint-Jean de Dieuvaille                                                                                 | Saint-Jean-de-Minervois    |                                                         | 43° 23′ 22″ nord, 2° 50′ 48″ est     |                | |             | Image manquante Téléverser                                                                                        |
| Chapelle du Frouzet                                                                                               | Saint-Martin-de-Londres    |                                                         | 43° 48′ 59″ nord, 3° 41′ 32″ est     |                | |             | Image manquante Téléverser                                                                                        |
| Chapelle Saint-Genès de Saint-Genès (Hérault)                                                                     | Saint-Michel               |                                                         | 43° 51′ 11″ nord, 3° 25′ 03″ est     |                | |             | Image manquante Téléverser                                                                                        |
| Chapelle Notre-Dame de Parlatges                                                                                  | Saint-Pierre-de-la-Fage    |                                                         | 43° 46′ 44″ nord, 3° 25′ 02″ est     |                | |             | Chapelle Notre-Dame de Parlatges                                                                                  |
| Chapelle de Saint-Pons-de-Mauchiens                                                                               | Saint-Pons-de-Mauchiens    |                                                         | 43° 30′ 49″ nord, 3° 30′ 46″ est     |                | |             | Image manquante Téléverser                                                                                        |
| Chapelle Notre-Dame-de-l'Espérance du Pic                                                                         | Saint-Pons-de-Mauchiens    |                                                         | 43° 30′ 42″ nord, 3° 30′ 42″ est     |                | |             | Image manquante Téléverser                                                                                        |
| Chapelle Notre-Dame des pénitents de Saint-Pons-de-Thomières                                                      | Saint-Pons-de-Thomières    |                                                         | 43° 29′ 14″ nord, 2° 45′ 35″ est     |                | |             | Chapelle Notre-Dame des pénitents de Saint-Pons-de-Thomières                                                      |
| Chapelle Notre-Dame-du-Jaur de Saint-Pons-de-Thomières                                                            | Saint-Pons-de-Thomières    |                                                         | 43° 29′ 11″ nord, 2° 45′ 22″ est     |                | |             | Chapelle Notre-Dame-du-Jaur de Saint-Pons-de-Thomières                                                            |
| Chapelle du cimetière de Saussan                                                                                  | Saussan                    |                                                         | 43° 34′ 23″ nord, 3° 46′ 30″ est     |                | |             | Chapelle du cimetière de Saussan                                                                                  |
| Chapelle Notre-Dame d'Aleyrac                                                                                     | Sauteyrargues              |                                                         | 43° 49′ 05″ nord, 3° 54′ 19″ est     | « PA00103722 » | Inscrit MH | 1984        | Chapelle Notre-Dame d'Aleyrac                                                                                     |
| Chapelle des Capucins de Servian                                                                                  | Servian                    |                                                         | à géolocaliser                       |                | |             | Image manquante Téléverser                                                                                        |
| Chapelle de Centheilles                                                                                           | Siran                      |                                                         | 43° 19′ 42″ nord, 2° 39′ 09″ est     | « PA00103728 » | Classé MH | 1954        | Chapelle de Centheilles                                                                                           |
| Chapelle Sainte-Marie de Latude                                                                                   | Sorbs                      |                                                         | 43° 52′ 32″ nord, 3° 24′ 31″ est     |                | |             | Image manquante Téléverser                                                                                        |
| Chapelle Saint-Cyprien de Soubès                                                                                  | Soubès                     |                                                         | 43° 45′ 59″ nord, 3° 20′ 23″ est     |                | |             | Image manquante Téléverser                                                                                        |
| Chapelle Notre-Dame-de-la-Salette de Sète                                                                         | Sète                       |                                                         | 43° 24′ 09″ nord, 3° 41′ 04″ est     |                | |             | Chapelle Notre-Dame-de-la-Salette de Sète                                                                         |
| Chapelle Saint-Romain d'Aspiran                                                                                   | Thézan-lès-Béziers         |                                                         | 43° 24′ 18″ nord, 3° 09′ 05″ est     |                | |             | Image manquante Téléverser                                                                                        |
| Chapelle Saint-Roch de Tourbes                                                                                    | Tourbes                    |                                                         | 43° 26′ 48″ nord, 3° 22′ 23″ est     |                | |             | Image manquante Téléverser                                                                                        |
| Chapelle de Vendargues                                                                                            | Vendargues                 |                                                         | 43° 39′ 24″ nord, 3° 58′ 22″ est     |                | |             | Image manquante Téléverser                                                                                        |
| Chapelle des Chevaliers de Malte de Meyrargues                                                                    | Vendargues                 |                                                         | 43° 39′ 05″ nord, 3° 58′ 05″ est     |                | |             | Image manquante Téléverser                                                                                        |
| Chapelle Notre-Dame-de-Géminian de Puech du Pin                                                                   | Vieussan                   |                                                         | 43° 31′ 36″ nord, 3° 00′ 00″ est     |                | |             | Image manquante Téléverser                                                                                        |
| Chapelle Sainte-Madeleine de Mounis de Plaussenous                                                                | Vieussan                   |                                                         | 43° 33′ 19″ nord, 3° 01′ 27″ est     |                | |             | Image manquante Téléverser                                                                                        |
| Chapelle des Pénitents de Villeneuve-lès-Maguelone                                                                | Villeneuve-lès-Maguelone   |                                                         | 43° 31′ 58″ nord, 3° 51′ 46″ est     |                | |             | Image manquante Téléverser                                                                                        |
| Chapelle Saint-Blaise de Maguelone                                                                                | Villeneuve-lès-Maguelone   |                                                         | 43° 30′ 44″ nord, 3° 53′ 00″ est     |                | |             | Image manquante Téléverser                                                                                        |
| Chapelle Notre-Dame des Pénitents blancs de Villeveyrac                                                           | Villeveyrac                |                                                         | 43° 30′ 00″ nord, 3° 36′ 28″ est     |                | |             | Image manquante Téléverser                                                                                        |